# Келагаст
Келагаст (грец. Κέλαγκαστ, Kelagast або Celagast) — вождь Антського союзу, слов'янських племен, що мешкали на теренах сучасної України в VI ст. Брат Межемира і син Ідарізія. 

## Письмові свідчення
За свідченнями візантійського історика Менандра Протектора, був сином антського князя Ідарізія, і мав брата Мезамира. У другій половині VI ст. війська Аварського каганата, здійснювали напади на племена, що входили до складу Антського союзу.  Для викупу деяких полонених з свого народу вожді вирішили відправити Мезамира як посла до аварського кагану Баяна I для переговорів. Але їх було вбито (за даними деяких істориків, через зарозумілість Мезамира).

В історичних працях Менандра VI століття про Келегаста згадується в одному рядку. В грецькому варіанти «Μεζαμηρος ο Ιδαριζιον, Κελαγαστον αδελφος», що перекладається «Мезамира сина Ідарізієва, брата Келагаста». І є єдиною писемною згадкою. 
Вожді антські доведені були до тяжкого становища і втратили свої надії. Авари грабували і спустошували їх землю. Пригнічені нападами ворогів, анти відправили до аварів посланника Мезамира, сина Ідарізієва, брата Келагаста, і попросили допустити їх викупити деяких полонених з свого народу. 

## Припущення істориків
Ю. В. Коновалов трактує повідомлення Менандра як перша згадка про наявність у слов'ян князівських родів, династій. У візантійських текстах VI-VII ст. цей випадок є унікальним.
В. В. Мавродін, розглядаючи відомості Менандра про Ідарія та його синів, включав їх до свідчень зародження у предків східних слов'ян державності. Зіставляючи свідчення Менандра і Прокопія Кесарійського, який писав про більш ранні події VI століття, історик дійшов висновку, що навала авар, що обрушилася на Північне Причорномор'я в 550-х — на початку 560-х років, призвела до значних змін у становищі військової знаті. Князі та їхні дружини стали грати більшого значення у питаннях управління союзом племен, ніж вічові традиції. Серед таких військових вождів було й сімейство Ідарізія. В. Мавродін припустив, виходячи зі слів Котрагіра, що Ідаровичі узурпували владу над антами і що правління мало спадковий характер.
Російський історик Андрій. М. Сахаров розглядає посольство Мезамира в контексті відомостей про дипломатичні відносини антів з іншими народами. Межемир діяв від імені племінного союзу на користь одноплемінників. Такий статус Мезамира говорить про зародження державних відносин у слов'ян.